# Etta Jones
Etta Jones (Aiken, 1928. november 25. – New Rochelle, 2001. október 16.) amerikai dzsesszénekesnő.
A legismertebb dalai: „Don't Go to Strangers”, „Save Your Love for Me” című felvételek voltak.

## Pályakép
{Tinédzserként csatlakozott beszállt Buddy Johnson blueszongorista zenekarába és turnézott velük. Első felvételeit Leonard Featherrel készítette 1944-ben (Salty Papa Blues, az Evil Gal Blues, a Blow Top Blues, Long, Long Journey). Barney Bigard klarinétos, tenorszaxofonos mellé került.
1947-ben az RCA Victor Records rögzítette és kiadta Leon Rene I Sold My Heart to the Junkman című számának első feldolgozását. 1949-től 1952-ig fellépett az Earl Hines együttesével.
Háromszor jelölték Grammy-díjra. A Go to Strangers bekerült a Grammy Hírességek Csarnokába.
Olyan  sztárokkal dolgozott, mint Frank Wess, Roy Haynes, Gene Ammons, Houston Person szerepelt, Johnny ''Hammond'' Smith.
Utolsó felvételével Billie Holiday előtt tisztelgett. A New York állambeli Mount Vernonban hunyt el 72 éveskorában; rákban.

## Lemezek
- The Jones Girl.. Etta... Sings, Sings, Sings (King, 1958)
- Don't Go to Strangers (Prestige, 1960)
- Something Nice (Prestige, 1961)
- So Warm (Prestige, 1961)
- From the Heart (Prestige, 1962)
- Lonely and Blue (Prestige, 1962)
- Love Shout (Prestige, 1963)
- Hollar! (Prestige, 1963)
- Soul Summit Vol. 2 (Prestige, 1963)
- Jonah Jones Swings, Etta Jones Sings (Crown, 1964)
- Etta Jones Sings (Roulette, 1965)
- Etta Jones '75 (20th Century/Westbound 1975)
- Ms. Jones to You (Muse, 1976)
- My Mother's Eyes (Muse, 1978)
- If You Could See Me Now  (Muse, 1979)
- Save Your Love for Me (Muse, 1981)
- Love Me with All Your Heart (Muse, 1984)
- Fine and Mellow (Muse, 1987)
- I'll Be Seeing You (Muse, 1988)
- Sugar (Muse, 1990)
- Christmas with Etta Jones (Muse, 1990)
- Reverse the Charges (Muse, 1992)
- At Last (Muse, 1995)
- My Gentleman Friend (Muse, 1996)
- The Melody Lingers On (HighNote, 1996)
- My Buddy: Etta Jones Sings the Songs of Buddy Johnson (HighNote, 1997)
- Some of My Best Friends Are...Singers (Telarc, 1998)
- All the Way (HighNote, 1999)
- Together at Christmas (HighNote, 2000)
- Easy Living (HighNote, 2000)
- Etta Jones Sings Lady Day (HighNote, 2001)
- Don't Misunderstand: Live in New York  with Houston Person (HighNote, 2007
- The Way We Were: Live in Concert with Houston Person (HighNote, 2011)

## Díjak
- Háromszor jelölték Grammy-díjra: 1960-ban, 1981-ben, 1998-ban.
- A Don't Go to Strangers című albuma a Grammy Hall of Fame lemezek egyike lett.